# مسابقه کرجی‌رانی در سانت-آدرس
مسابقه کرجی‌رانی در سانت-آدرس (انگلیسی: Regatta at Sainte-Adresse) یک نقاشی چشم‌انداز رنگ روغن بر روی بوم، اثر نقاشِ امپرسیونیسم فرانسه، کلود مونه است که در کمون سانت-آدرس طرح گردید، در پایین و سمت چپ اثر امضای مونه کاملاً مشهود است که فقط به نام خودش یعنی کلود مونه امضا شده،
این نقاشی در ساحل سانت-آدرس طرح گردیده که نمایانگر یک مسابقهٔ کرجی‌رانی است، تماشاگرانی نیز در ساحل نشسته یا ایستاده به نظاره مشغول هستند.

## واژگان
1. ↑  Claude Monet